# リチャルド・リオス
リチャルド・リオス・モントーヤ（Ríchard Ríos Montoya, 2000年6月2日 - ）は、コロンビアのアンティオキア県べガチ出身のプロサッカー選手。カンピオナート・ブラジレイロ・セリエAのSEパルメイラス所属。ポジションはミッドフィールダー。コロンビア代表。

## 経歴

### フラメンゴ
2017年に地元のアリアンサ・プラタネラでフットサルを始め、2019年にCRフラメンゴのユースアカデミーに加入。
2020年1月23日のCRヴァスコ・ダ・ガマ戦に途中出場してプロデビューを果たした。

#### マサトラン
2021年6月21日にフラメンゴと2023年12月までの契約延長に合意し、同日にマサトランFCへの期限付き移籍が発表された。
移籍後は膝の怪我により6試合の出場に留まり、2022年5月にマサトランが100万ドルの契約延長オプションを放棄したため、期限付き移籍は終了となった。

### グアラニ
2022年8月4日にフラメンゴとの契約を破棄し、グアラニFCと2023年12月までの契約を結んだ。10月11日のクルーベ・ジ・レガタス・ブラジル戦でプロ初得点を記録した。

### パルメイラス
2023年3月28日にSEパルメイラスへ完全移籍し、2025年までの契約を結んだ。移籍金は600万レアル。

## 代表歴
2023年からコロンビア代表に選出されている。

## 個人成績

### 代表
| コロンビア代表 | 国際Aマッチ | 国際Aマッチ |
| 年             | 出場        | 得点        |
| -------------- | ----------- | ----------- |
| 2023           | 3           | 0           |
| 2024           | 16          | 2           |
| 2025           | 2           | 0           |
| 通算           | 21          | 2           |

### 代表での得点
| # | 開催日       | 開催地                                    | 対戦国         | スコア | 結果 | 大会                                     |
| - | ------------ | ----------------------------------------- | -------------- | ------ | ---- | ---------------------------------------- |
| 1 | 2024年6月8日 | ランドバー コマンダース・フィールド       | アメリカ合衆国 | 3–1    | 5–1  | 国際親善試合                             |
| 2 | 2024年7月6日 | グレンデール ステートファーム・スタジアム | パナマ         | 4–0    | 5–0  | コパ・アメリカ2024・ノックアウトステージ |